# Драгони
Драго̀ни (на италиански: Dragoni) е село и община в Южна Италия, провинция Казерта, регион Кампания. Разположено е на 130 m надморска височина. Населението на общината е 2154 души (към 2010 г.).